# Agustín Ridaura

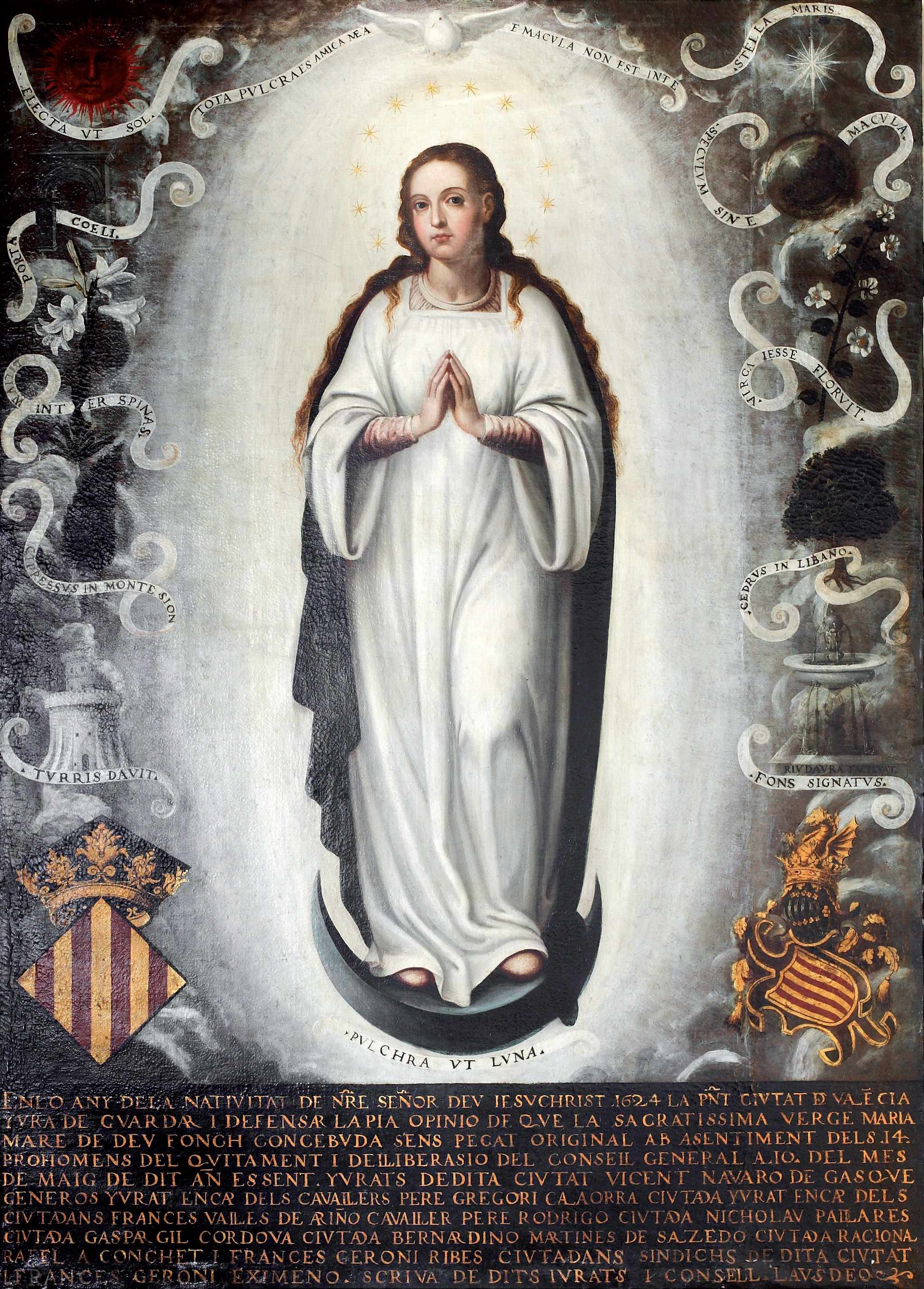
Inmaculada Concepción de los Jurados, 1625. Óleo sobre lienzo, 198,5 x 142 cm. Valencia, Ayuntamiento

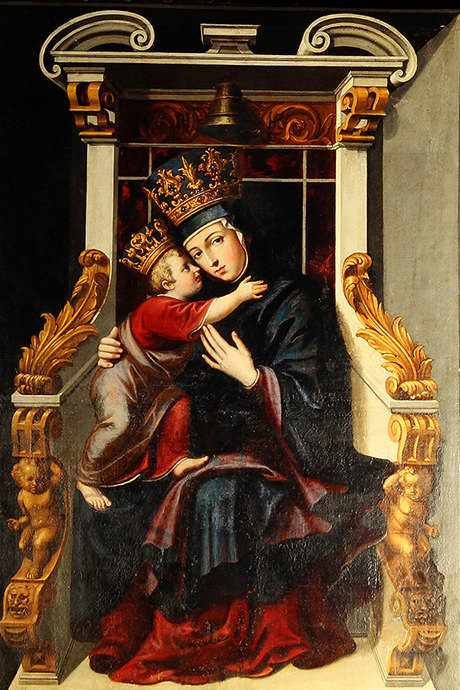
Nuestra Señora de los Ángeles del Puig, óleo sobre lienzo pegado a tabla, 129 x 86,5 cm. Catedral de Valencia

Agustín Ridaura (Valencia, ca. 1590-1648) fue un pintor barroco español.
El 29 de septiembre de 1619 se inscribió en el Colegio de Pintores, reconstituido en Valencia ese mismo año. Era, en ese momento, pintor independiente, con capacidad para contratar por cuenta propia. Discípulo de Juan Sariñena, a la muerte de este, en 1619, el Consell lo eligió para sustituirlo como pintor de la ciudad.
Para la capilla de los jurados de la primitiva Casa de la Ciudad pintó en 1625 por encargo del Consell un lienzo de la Inmaculada Concepción destinado a conmemorar el voto formulado el año anterior por el que la ciudad se comprometía a defender la pía opinión de la concepción sin mancha de María. El motivo inmediato del encargo era el decreto Sanctissimus del papa Gregorio XV favorable a la devoción, decreto que fue acogido con solemnes fiestas por la ciudad, de las que existe relación impresa a cargo de Juan Nicolás Crehuades: Solemnes y grandiosas fiestas que la Noble y Leal ciudad de Valencia ha hecho por el nuevo Decreto que la Santidad de Gregorio XV ha concedido en favor de la Inmaculada Concepción de María, en Valencia, por Pedro Patricio Mey, 1623. Conservada en el Ayuntamiento, la Inmaculada de Ridaura, con los símbolos de las letanías, los escudos de la ciudad y del reino y los nombres de los jurados y síndicos en una inscripción al pie, sigue de forma simplificada el modelo de la Tota pulchra creado por Juan de Juanes para la iglesia de la Compañía, reducidas las tres personas de la Trinidad a solo la paloma del Espíritu Santo y sustituyendo el fondo dorado por otro neblinoso.
Aparte de esta imagen de la Inmaculada, únicamente se le puede atribuir una pintura de Nuestra Señora de los Ángeles del Puig, patrona del reino, pintada para su capilla de la catedral de Valencia. Aunque sujetándose en su composición a la iconografía del modelo original, en los rostros y el colorido se revela la formación del pintor en el taller de Sariñena. No obstante la escasez de trabajos conservados, Ridaura debió de ser pintor de cierto prestigio en la ciudad, de la que recibió variados encargos según el Manual de Consells, aunque esos encargos pudieran ser del tenor de los 250 escudos de armas que por encargo del vicecanciller de la Corona de Aragón, Andrés Roig, y para su propia sepultura pintó en 1622 en la iglesia de la Virgen del Socorro.
Dictó su testamento, estando enfermo, el 4 de noviembre de 1647. Como heredera dejaba a su mujer, Ana Mellado, con la condición de que dispusiese de su herencia en beneficio de todos sus hijos, de los que designaba como albacea a Agustín, el mayor. Había fallecido el 6 de enero de 1648 cuando se dio lectura al testamento.